# Пурышкин, Павел Вячеславович
Павел Вячеславович Пурышкин (18 июля 1988) — узбекистанский футболист, играет на позиции нападающего. Воспитанник ташкентского Пахтакора.
В 2007 году играет в дубле «Пахтакора», где является бомбардиром. Со второго круга переходит в свой первый профессиональный клуб «Шуртан» из города Гузар. В 2010 году играет за «Согдиану», и помогает команде выйти в Суперлигу со второго места. Далее продолжает карьеру в Казахстане. Самым памятным матчем в этой стране оказался стыковой матч за выход в Премьер-лигу между семейским «Спартаком» и усть-каменогорским «Востоком», где Пурышкин забил решающий гол на 118 минуте.
С 2018 года — игрок «Металлург» Самарканд

## Достижения
- Серебряный призёр Первой лиги Казахстана: 2013
- Серебряный призёр Первой лиги Узбекистана: 2010
- Бронзовый призёр Первой лиги Казахстана: 2014